# The Famous Five (Canadá)
The Famous Five, também conhecido como The Valiant Five, e inicialmente como The Alberta Five, foram cinco proeminentes sufragistas canadenses que defendiam mulheres e crianças: Henrietta Muir Edwards, Nellie McClung, Louise McKinney, Emily Murphy e Irene Parlby. Em 27 de agosto de 1927, eles solicitaram ao governo federal que encaminhasse a questão da elegibilidade das mulheres para o cargo de senadoras à Suprema Corte do Canadá. Esta petição foi a base do Caso Pessoas, uma importante decisão constitucional. Embora a maioria das mulheres canadenses tivesse o voto nas eleições federais e em todas as províncias, exceto Quebec, em 1927, o caso fazia parte de uma campanha maior pela igualdade política. Este foi o primeiro passo para a igualdade das mulheres no Canadá e foi o início da primeira onda do feminismo.
A pergunta que o governo federal fez à Suprema Corte foi: "A palavra 'Pessoas' na Seção 24 da Lei Britânica da América do Norte, de 1867, inclui mulheres?" Em 1928, a Suprema Corte decidiu por unanimidade que as mulheres não eram "pessoas qualificadas" na acepção do art. 24 da Lei Britânica da América do Norte, 1867. As cinco mulheres recorreram dessa decisão ao Comitê Judicial do Conselho Privado, na época o mais alto tribunal de apelação do Império Britânico. Em 18 de outubro de 1929, o Comitê Judicial anulou a decisão da Suprema Corte e considerou que as mulheres eram "pessoas qualificadas" e elegíveis para serem nomeadas para o Senado. Alguns viram isso como "mudança radical"; outros o viram como uma restauração do enquadramento original dos documentos constitucionais ingleses, incluindo a Declaração de Direitos de 1689, que usa apenas o termo pessoa, não o termo homem (ou mulher). Alguns outros interpretaram a regra do Conselho Privado como causando uma mudança na abordagem judicial canadense para a constituição canadense, uma abordagem que veio a ser conhecida como a "doutrina da árvore viva".

## As cinco
As mulheres das Famous Five (as Cinco Famosas) incluíam Emily Murphy, Henrietta Muir Edwards, Nellie McClung, Louise McKinney e Irene Parlby. Essas cinco mulheres representam movimentos poderosos e icônicos e mudanças no Canadá, pois dedicaram suas vidas à advocacia na década de 1880 até a década de 1890. Quando o grupo se reuniu pela primeira vez em Alberta, as cinco foram inicialmente referidos como The Alberta Five pela mídia. No entanto, como resultado da importância do grupo para o Canadá como um todo, o grupo acabou sendo chamado de The Famous Five.